# Tonzúra

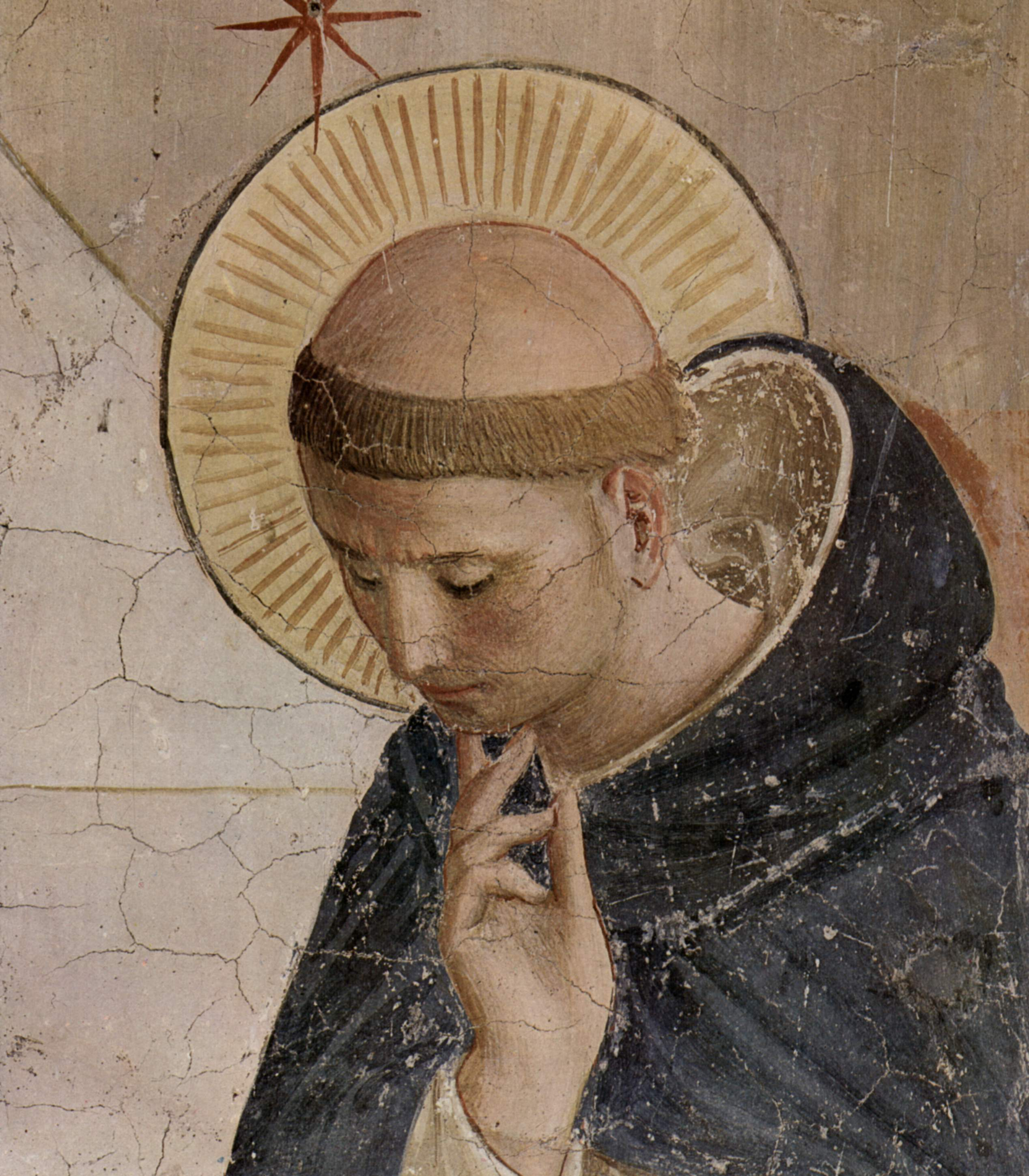
Tonzúrát viselő szerzetes

A tonzúra (régi magyar neve pilis, régi helyesírása tonzura) a hajnak a fej hátsó részén, kerek alakzatban történő lenyírása vagy kiborotválása.

## A kereszténységben

### A papság körében
A katolikus egyházban a II. vatikáni zsinat előtt a kisebb egyházi rendek fölvétele előtt történt a tonzúra feladása. Nem számított külön rendnek, hanem a papi rendbe való felvétel bevezetéséül szolgált, és a világi hiúságról való lemondás jeleként értelmezték. („Felvette a tonzúrát” = klerikusi állapotba lépett, megkezdte a felkészülést a papszenteléshez való eljutásra.) Felvétele az akkori egyházi jogrendben már bizonyos fajta – papi szolgálat végzéséhez nem kötött – javadalmak megszerzésére is képesített, illetve a klerikusi állapothoz tartozó bizonyos előjogok és kiváltságok jártak vele. Olyanok is felvették, akik nem szándékoztak pappá szentelődni, csak valamely kisebb rendben (pl. akolitus, lektor) kívántak részesülni.

### A szerzetességben
Több szerzetesrendben a beöltözéskor a belépők szintén felvették a tonzúrát. Néhány rend esetében ez a haj teljes lenyírását, vagy csak egy külső hajkorona (az ún. „szerzetesi korona”) megtartását jelentette. Szigorúbb monasztikus rendekben ez a szokás a mai napig is él.

### Más keresztény felekezetekben
A keleti kereszténység hagyományában – beleértve a bizánci rítusú katolikus közösségeket is – háromféle tonzúra létezik: a keresztségi, a szerzetesi és a papi tonzúra.

## Más vallásokban
A hinduizmus és a buddhizmus is ismer hasonló gyakorlatot.